# Rivadavia (departement van Mendoza)
Rivadavia is een departement in de Argentijnse provincie Mendoza. Het departement (Spaans:  departamento) heeft een oppervlakte van 2.141 km² en telt 52.567 inwoners.

## Plaatsen in departement Rivadavia
- Andrade
- El Mirador
- La Central
- La Libertad
- Los Árboles
- Los Campamentos
- Los Huarpes
- Medrano
- Mundo Nuevo
- Reducción
- Rivadavia
- San Isidro
- Santa María de Oro